# Antonio Ricardos
Antonio Ricardos Carrillo de Albornoz (Barbastro, 12 settembre 1727 – Madrid, 1794) è stato un militare spagnolo.

## Biografia
Ricardos, figlio di Felipe Nicolas Ricardos sergente maggiore del reggimento di cavalleria di Malta, di stanza a Barbastro, e di Léonore Carrillo, figlia del capitano generale Don José Carrillo de Albornoz, conquistatore di Orano, Napoli e Sicilia.
Nel 1740, durante la guerra di successione austriaca raggiunge il padre inviato in Italia, prende parte alla campagna d'Italia e partecipa alla battaglia di Piacenza. Nel 1748 dopo il Trattato di Aquisgrana rientra in Spagna.
Nel 1763 studia le tattiche della cavalleria nella scuola di Federico II di Prussia. Nel 1764 viene nominato tenente generale.
Rientrato in Spagna nel 1768 è nominato capo della commissione militare spagnola incaricata di definire le frontiere pirenaiche con la Francia.
Nel 1773 è nominato ispettore delle forze di cavalleria, ne riorganizza i servizi amministrativi e ne migliora l'istruzione degli ufficiali secondo le teorie apprese presso la scuola prussiana; creò il Colegio Militar de Ocaña.
Nel 1775 prende parte alla spedizione disastrosa di Algeri di Alejandro O'Reilly.
Partecipa alla Guerra del Rossiglione con il grado di Capitán General de Cataluña alla testa dell'armata spagnola nel 1793, conseguendo alcuni successi iniziali, senza tuttavia poterne vedere la conclusione per la morte avvenuta nel 1794. Gli succede nel comando dell'armata Luis Firmin de Carvajal.